# Gymnastik- og Svømmeforeningen Hermes
Gymnastik- og Svømmeforeningen Hermes er en idrætsklub på Frederiksberg stiftet af sergenten Paul Petersen (1845-1906) i 1874, som en af Danmarks første gymnastikforeninger. Hurtigt kom også svømning på programmet. Foreningen var oprindelig kun for drenge og mænd, først i 1982 fik klubben pigegymnastik og siden også pigesvømning på programmet. Fra 1937 har foreningen haft tilholdssted i Hermeshallen på Frederiksberg. 
Foreningen har vundet mange danske mesterskaber i gymnastik, såvel individuelt som for hold, i svømning, udspring og vandpolo. Foreningens idrætsudøvere har har også deltaget i internationale konkurrencer; Edgar Aabye var 1900 med på det dansk/svenske hold som vandt OL-guld i tovtrækning i Paris. Ludvig Dam vandt sølv i 100 meter rygcrawl ved OL 1908 i London. 
Klubben har sit navn efter Hermes, som er handelens/købmændenes og tyvenes gud i græsk mytologi.